# 高城勝一
高城 勝一（たかぎ しょういち、1998年6月29日 - ）は、ジャパンラグビーリーグワン東芝ブレイブルーパス東京に所属するラグビーユニオン選手。

## プロフィール
- 大阪府出身。
- ポジションはロック (LO)[2]。
- 身長: 196 cm、体重: 101 kg

## 略歴
2017年、汎愛高校卒業後、摂南大学に入る。
2021年摂南大学卒業後、東芝ブレイブルーパス (現・東芝ブレイブルーパス東京)に加入。